# Herberts Gubiņš
Herberts Gubiņš, (nacido en el año 1914 y fallecido en el año 1980 en Toronto, Canadá) fue un jugador de baloncesto letón. Consiguió la medalla de oro con Letonia en el Eurobasket de Suiza 1935.